# Ясуда, Кэй
Кэй Ясуда (яп. 保田 圭 Yasuda Kei, род. 6 декабря 1980 года) — японская певица, актриса, бывшая участница идол-группы Morning Musume.

## Биография
Кэй Ясуда родилась 6 декабря 1980 года в префектуре Тиба.
Вошла в группу Morning Musume в мае 1998 года как участница второго поколения — вместе с Мари Ягути и Саякой Итии.
Кроме того, была участницей нескольких других групп, в частности, Petit Moni и Kiiro 5.
Торжественный выпуск Кэй Ясуды из Morning Musume состоялся в мае 2003 года во время концерта в «Сайтама Супер Арене».
В 2009 году выпустилась из Hello! Project’а.

## Личная жизнь
В мае 2013 года вышла замуж за исследователя итальянской кухни Ёити Одзаки (39). В июле 2017 года было объявлено, что она беременна первым ребёнком.

## Коллективы
- Morning Musume (1998–2003)
- Petit Moni
- Kiiro 5
- 10-nin Matsuri
- Odoru 11
- H.P. All Stars
- Puripuri Pink
- Dream Morning Musume (2011)